# أندي دوغلاس
أندي دوغلاس (بالإنجليزية: Andy Douglas)‏ هو مصارع محترف ومدير أمريكي، ولد في 11 أكتوبر 1978 في كنتاكي في الولايات المتحدة.

## روابط خارجية
- أندي دوغلاس على موقع WrestlingData.com (الإنجليزية)
- أندي دوغلاس على موقع CageMatch worker (الإنجليزية)
- أندي دوغلاس على موقع قاعدة بيانات المصارعة على الإنترنت (الإنجليزية)
- أندي دوغلاس على موقع عالم المصارعة على الإنترنت (الإنجليزية)